# 山元町立中浜小学校
山元町立中浜小学校（やまもとちょうりつなかはましょうがっこう）は宮城県亘理郡山元町に存在した小学校。東日本大震災で甚大な被害を受けた同校は山元町立坂元小学校への併設を経て2013年（平成25年）に坂元小学校と統合され、廃校となった。校舎は震災遺構として整備され、2020年（令和2年）9月26日より「震災遺構中浜小学校」として一般公開されている。

## 概要

### 東日本大震災まで
1964年（昭和39年）、坂元小学校の分校として開校した同校は太平洋から約300mの場所に位置しており、かつては高潮の度に校庭が浸水していた。そのため1989年（平成元年）に校舎を建て替えた際に校地全体を1.5ｍ程度かさ上げした。津波の被害が想定される同校では毎年の避難訓練の度に議論を重ねており、2日前の3月9日の地震でマニュアルを再確認し、3月10日には津波対応の打ち合わせを行っていた。
2011年（平成23年）3月11日、地震発生時は3年生以上が授業中、1年生、2年生は授業が終わり、ともに下校する上級生の授業が終わるのを校庭で遊びながら待っていた。

### 東日本大震災の発生
14時46分、激しい揺れが小学校を襲った。職員がテレビのスイッチを入れると、10分後に高さ6mの津波が到達するという大津波警報が発表された。指定避難所であった山元町立坂元中学校までは徒歩で20分かかり、混乱した状況の中で津波到達までに中学校にたどり着くことは困難であるとの判断や校舎が頑丈なつくりであること、屋上の屋根裏倉庫で雨風をしのげることから、校長、職員の判断で避難マニュアルになかった校舎の屋上の屋根裏倉庫への避難を決行した。
地震発生からおよそ1時間が経過した15時45分、15時50分、同校を高さ約10mの津波が襲い、小学校周辺の建物はほとんどが濁流にのまれ、流失した。しかし頑丈に作られていた校舎は津波、引き波に耐え、屋上の屋根裏倉庫に避難していた児童、職員、地区住民等90名は全員津波の被害を免れた。しかし、当時同校の校長であった井上剛は、津波が屋上の壁を直撃し水しぶきが上がったと産経新聞の取材で語っており、結果として全員が助かった判断についても「最善の方法だったか、いまも分かりません」と振り返っている。
孤立した校舎の屋上で、仮設トイレを作り、食糧や水もない中90名は屋根裏倉庫で一夜を明かした。校内の探索の結果、ブルーシートや乾電池を発見したほか、夜中には体育館からアルミの真空パックに入った非常用毛布が発見された。この毛布は真空パックのおかげでまったく濡れていなかったため厳しい寒さをしのぐことができた。当時は厳寒期ではなかったものの、山元町の隣町である亘理町のアメダス観測所が観測した震災当日の最低気温は氷点下0.6度、翌日の最低気温は氷点下3.7度であった。
翌朝6時、上空から避難者を発見した自衛隊の大型ヘリコプターによって90名全員が無事救助された。

### 震災後の中浜小学校
指導要録、健康診断書、教職員の履歴書、職印といった児童の転出、進学、職員の人事異動に関わる重要書類は金庫から職員が持ち出したため無事であったが、それ以外の書類は水没、流失した。また、サーバーで保管していたデータも消失、バックアップ用のハードディスクも海水に浸り復旧不能となった。また、学校運営のための備品もほぼすべてが使用不能となったため、4月以降は山元町立坂元小学校に併設、同校との合同授業が開始された。
この併設の措置は2年間続き、2013年（平成25年）に坂元小学校に統合される形で中浜小学校は廃校となった。

### 震災遺構としての整備

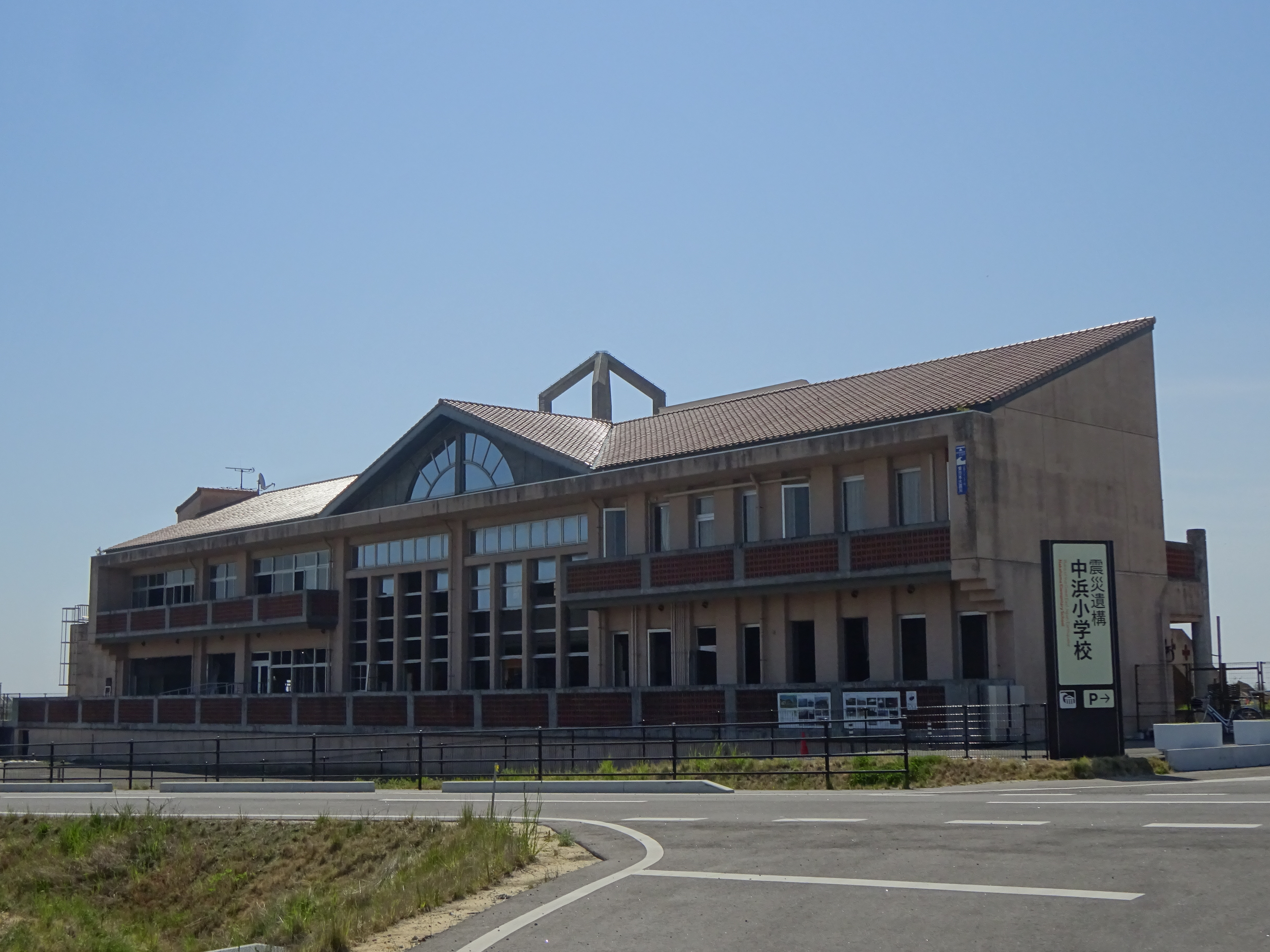
震災遺構となった中浜小学校（2022年）

2014年（平成26年）より山元町は旧中浜小学校校舎を震災遺構として保存する検討を開始、東北大学大学院准教授の本江正茂を中心にデザインが検討された。本江は当震災遺構のデザインについて「当時の校長をはじめ経験者は、津波があと１m高ければ駄目だった、屋上への避難の判断は本当に正しかったのかと、繰り返し自問されています。正しい判断をして逃げて助かったという英雄譚では全くなかったと。ですから震災遺構にも、災害時にはそれぞれの場所で自分で答えを探すしかない、というメッセージを込めました」と語っている。町や地域住民との調整を繰り返して2020年（令和2年）9月26日に完成した震災遺構中浜小学校は2020年度グッドデザイン賞を受賞、更に「グッドデザイン・ベスト100」、「グッドフォーカス賞（防災・復興デザイン）」にも選出されている。

## 沿革
- 1964年（昭和39年） - 坂元小学校の分校として開校[3][4]。
- 1989年（平成元年） - 校舎が現在のものに改築される[3]。
- 2011年（平成23年）3月11日 - 東日本大震災によって同校を高さ約10mの津波が襲う。避難していた児童、職員、地区住民等90名は校舎の屋上に垂直避難し、翌日全員が救助された[3][6]。
  - 4月 - 山元町立坂元小学校に併設しての授業を開始する[3][6]。
- 2013年（平成25年） - 山元町立坂元小学校に統合され、廃校となる[1]。
- 2020年（令和2年）9月26日 - 「震災遺構中浜小学校」として整備の上一般公開される[2]。

## その他
- 90名が避難した屋根裏倉庫には2005年（平成16年）春に卒業した児童らの残したタイムカプセルが残されていた。これを片づけに来た教師が発見し、卒業生に届けられている[12]。
- 震災遺構としての整備がなされる前の2016年（平成28年）3月10日、立ち入り禁止の校舎内に不法侵入しサバイバルゲームをしていた男性9人が軽犯罪法違反の疑いで宮城県警に事情聴取されている[13]。